# Xã Hurlbut, Quận Logan, Illinois
Xã Hurlbut (tiếng Anh: Hurlbut Township) là một xã thuộc quận Logan, tiểu bang Illinois, Hoa Kỳ. Năm 2010, dân số của xã này là 305 người.